# Giglio Porto
Giglio Porto è una frazione del comune italiano di Isola del Giglio, nella provincia di Grosseto, in Toscana.

## Geografia fisica

### Territorio

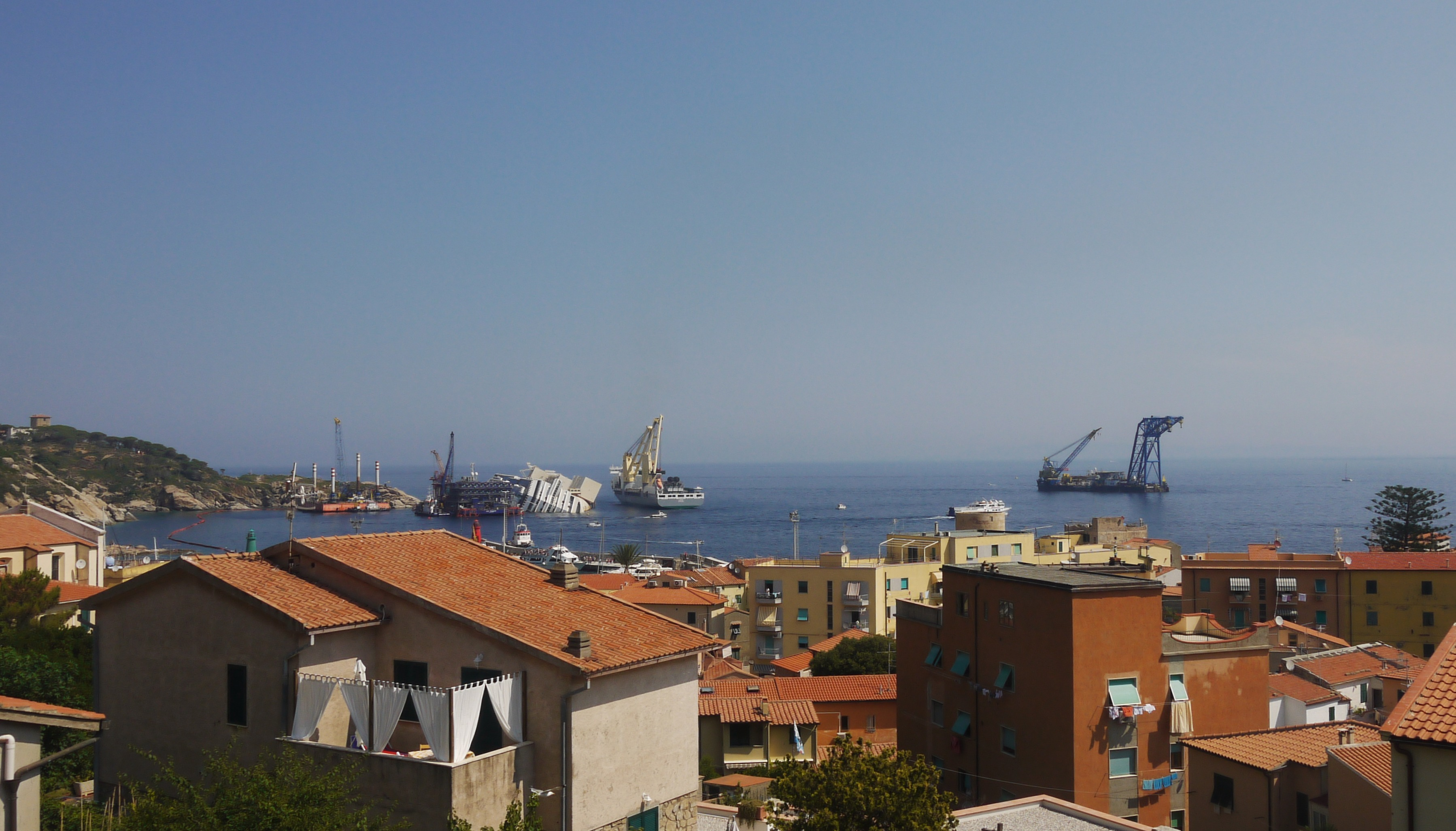
Panorama di Giglio Porto nel 2013, sulla sfondo la Costa Concordia semi affondata.

Giglio Porto si trova sulla costa orientale dell'isola, costituendone l'approdo per le imbarcazioni e i traghetti provenienti dalla costa toscana. L'abitato, originariamente costituito da case di pescatori, si sviluppa attorno al porto ed è caratterizzato dal lungomare e da vie che si aprono nella caratteristica Piazza della Dogana, considerata il salotto dell'isola.
Nei pressi del porto, la notte del 13 gennaio 2012, la nave da crociera Costa Concordia ha subito un incidente, semi-affondando adagiandosi su un fianco.

### Clima
Dati:https://www.sir.toscana.it/
| Giglio Porto       | Gen  | Feb  | Mar  | Apr  | Mag  | Giu  | Lug  | Ago  | Set  | Ott  | Nov  | Dic  |
| ------------------ | ---- | ---- | ---- | ---- | ---- | ---- | ---- | ---- | ---- | ---- | ---- | ---- |
| T. max. media (°C) | 13,0 | 13,6 | 15,9 | 18,7 | 21,8 | 25,0 | 27,6 | 27,6 | 25,3 | 21,6 | 17,8 | 14,1 |
| T. min. media (°C) | 9,2  | 9,5  | 11,5 | 14,4 | 17,1 | 20,2 | 22,5 | 22,8 | 20,6 | 17,0 | 13,3 | 10,1 |

## Monumenti e luoghi d'interesse

### Architetture religiose
- Chiesa dei Santi Lorenzo e Mamiliano, chiesa parrocchiale della frazione, è stata costruita a partire dal 1915 e consacrata nel 1958 dal vescovo Paolo Galeazzi. L'imponente facciata è opera dell'ingegnere Ernesto Ganelli, simile a quella della basilica del Sacro Cuore di Grosseto.[3] La parrocchia di Giglio Porto conta circa 750 abitanti.[4]

### Architetture militari
Nei pressi di Giglio Porto si trovano la Torre del Saraceno e la Torre del Lazzaretto. Il cinquecentesco Castellare del Giglio non è più esistente.

### Siti archeologici
A Giglio Porto si trovano delle rovine d'età romana.

## Società

### Evoluzione demografica
Quella che segue è l'evoluzione demografica della frazione di Giglio Porto.
| Anno | Abitanti |
| ---- | -------- |
| 1921 | 1 035    |
| 1931 | 1 124    |
| 1961 | 1 035    |
| 1981 | 853      |
| 2001 | 633      |
| 2011 | 608      |

## Cultura

### Eventi
Il 10 agosto si tiene a Giglio Porto la festa del patrono San Lorenzo con spettacoli pirotecnici, serate danzanti, il tradizionale Palio Marinaro e la processione.

## Geografia antropica
Il centro di Giglio Porto è suddiviso in tre rioni, ognuno caratterizzato dai propri colori, sempre in competizione nella tradizionale regata denominata Palio Marinaro, svolta il 10 agosto in onore del Santo Patrono (San Lorenzo):
- Chiesa (bianco e verde)
- Moletto (giallo e celeste)
- Saraceno (rosso e nero)